# قانون الجنسية اليابانية
الجنسية اليابانية هي تسمية قانونية ومجموعة من الحقوق الممنوحة لأولئك الأشخاص الذين استوفوا معايير الجنسية عن طريق النسب أو التجنيس. الجنسية هي من اختصاص وزير العدل ويؤطرها عمومًا قانون الجنسية لعام 1950.

## التجنيس للمواليد
اليابان هي دولة تطبق حق الدم الذي هو عكس حق الإقليم، وهذا يعني أنها تعزو الجنسية عن طريق الدم وليس عن طريق موقع الميلاد. تنص المادة 2 من قانون الجنسية على ثلاث حالات يمكن فيها للشخص أن يصبح مواطناً يابانياً عند الولادة:
1. عندما يكون أي من الوالدين مواطنا يابانيا في وقت الولادة. إذا وُلد في الخارج وكان الطفل يحمل جنسية أجنبية عند الولادة، فيجب تسجيل الطفل في غضون ثلاثة أشهر من الولادة وإلا يجب أن يعيش في اليابان حتى بلوغه سن العشرين وإخطار وزارة العدل.
2. عندما يتوفى أحد الوالدين[5] قبل الولادة ويكون مواطناً يابانياً وقت الوفاة (يقتصر على الآباء حتى عام 1985).
3. عندما يولد الشخص على أرض يابانية ويكون كلا الوالدين مجهولين أو عديمي الجنسية.

## التجنس
يفترض من المتقدم للحصول على الجنسية اليابانية أن يتخلى عن جنسيته (مواطنته) الحالية إما قبل أو بعد فترة وجيزة، وهذا يتوقف على الجنسية إذا حدث فقدان الجنسية تلقائيًا. على الرغم من وجود قواعد معمول بها، لا تفرض الحكومة اليابانية قواعد صارمة على عملية التجنس حيث أن العملية الدقيقة لكل جنسية محددة تعتمد على العلاقات والاتفاقيات الدولية لليابان مع البلد المعني. تختلف متطلبات التجنس الأساسية أيضًا من شخص لآخر بغض النظر عن جنسيته وتعتمد على الوضع الحالي لمقدم الطلب في اليابان. على عكس معظم البلدان الأخرى، لا يتعين على مقدم الطلب أن يكون مقيماً بصفة دائمة ليكون مؤهلاً للتقدم بطلب للحصول على الجنسية اليابانية.
ترد المعايير المحددة للتجنس في المادة 5 من قانون الجنسية:
- الإقامة المستمرة في اليابان لمدة 5 سنوات.
- لا يقل عن 20 عامًا وغير ذلك من الشروط القانونية.
- تاريخ حسن السلوك عموما، ولم يسبق له القيام بأعمال خارج القانون.
- رأس مال أو مهارات كافية، سواء كان يعيش لوحده أو مع أسرته، لضمان اعتماده على ذاته في اليابان.
- بدون جنسية أو على استعداد للتخلي عن جنسيته الأجنبية، وأن يكون قد أقسم الولاء لليابان.

## إسقاط الجنسية
يتطلب إسقاط الجنسية موافقة من وزير العدل.
يجب على المواطن الياباني التخلي عن جنسيته عند الحصول على جنسية بلد أجنبي.
بموجب المراجعات التي أدخلت على قانون الجنسية سنة 1985، تشترط المادتان 14 و 15 على أي شخص عمره مابين 20 و 22 سنة يحمل جنسية متعددة أن يصدر «إعلان اختيار»، يختار فيه التخلي عن جنسيته اليابانية أو الجنسية الأجنبية. عدم القيام بذلك يخول وزير العدل المطالبة بإعلان اختيار في أي وقت. إذا لم يتم إصدار الإعلان المطلوب في غضون شهر واحد، يتم إسقاط الجنسية اليابانية تلقائيًا. إن إسقاط الجنسية الأجنبية عن الشخص من قبل المسؤولين اليابانيين قد تعتبره دولة أجنبية بأنه ليس له أي تأثير قانوني، كما هو الحال على سبيل المثال، مع جنسية الولايات المتحدة.

## ازدواج الجنسية
من الصعب عمومًا الحصول على جنسية مزدوجة من اليابان وبلد آخر، بسبب الأحكام المتعلقة بفقدان الجنسية اليابانية عندما يتجنس مواطن ياباني في بلد آخر (انظر «فقدان الجنسية» أعلاه)، ومتطلبات التخلي عن المواطنة الحالية عند التجنس في اليابان (انظر «التجنس» أعلاه.

## حرية السفر لمواطني اليابان

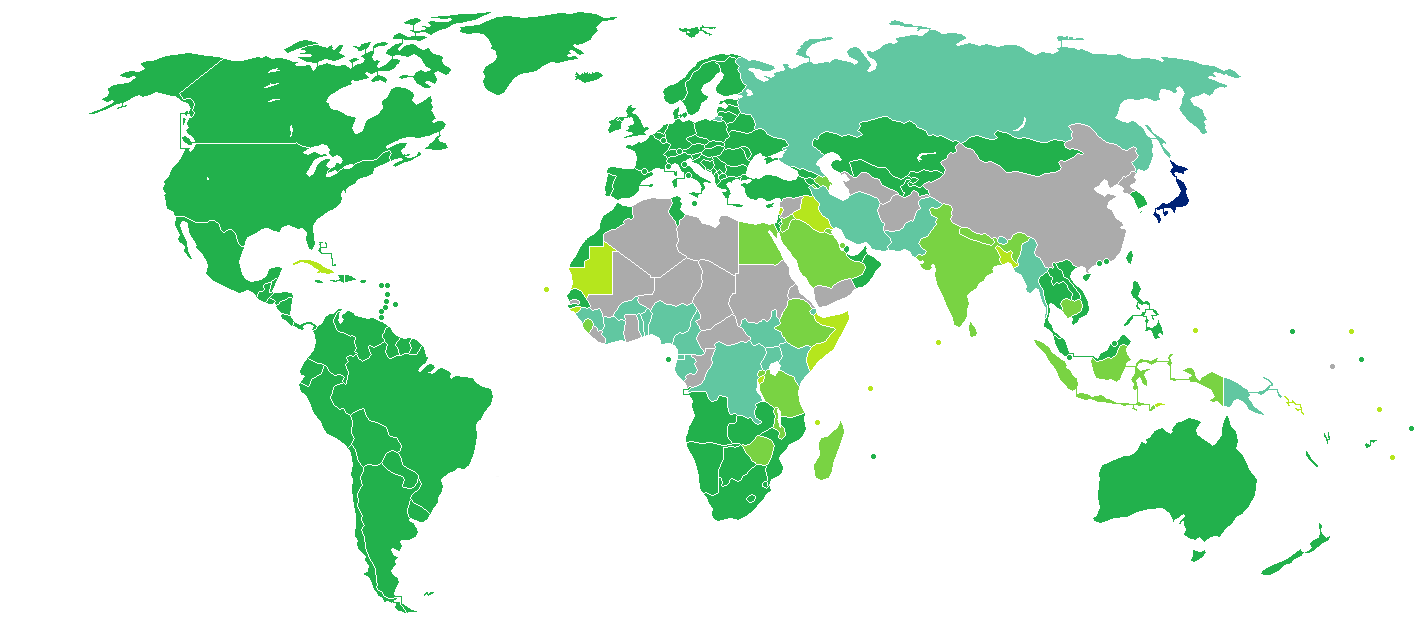
متطلبات الحصول على تأشيرة لمواطني اليابان

في سنة 2018، يحصل المواطنون اليابانيون على تأشيرة أو تأشيرة دخول فور وصولهم إلى 180 دولة ومنطقة، ليحتل بذلك جواز السفر الياباني الصدارة عالميا وفقًا لـمؤشر هينلي لجوازات السفر.
في سنة 2017، تم تصنيف الجنسية اليابانية في المرتبة التاسعة والعشرين في مؤشر جودة الجنسية (QNI). هذا المؤشر لا يركز على العوامل الخارجية بما في ذلك حرية السفر، بل يأخذ بعين الاعتبار كذلك العوامل الداخلية للدول مثل السلام والاستقرار والقوة الاقتصادية والتنمية البشرية.